# 肖特巨嘴鳥教練機
肖特巨嘴鳥教練機（英語：Short Tucano）是巨嘴鳥教練機的海外授權版本，由英國的肖特兄弟製造。
相較於巨嘴鳥教練機，肖特巨嘴鳥採用推力更大的發動機；安装機腹减速板；加強結構強度；採用新的座艙布局；並大幅選用英國設備。肖特巨嘴鳥的疲勞壽命約為12000小時。

## 發展

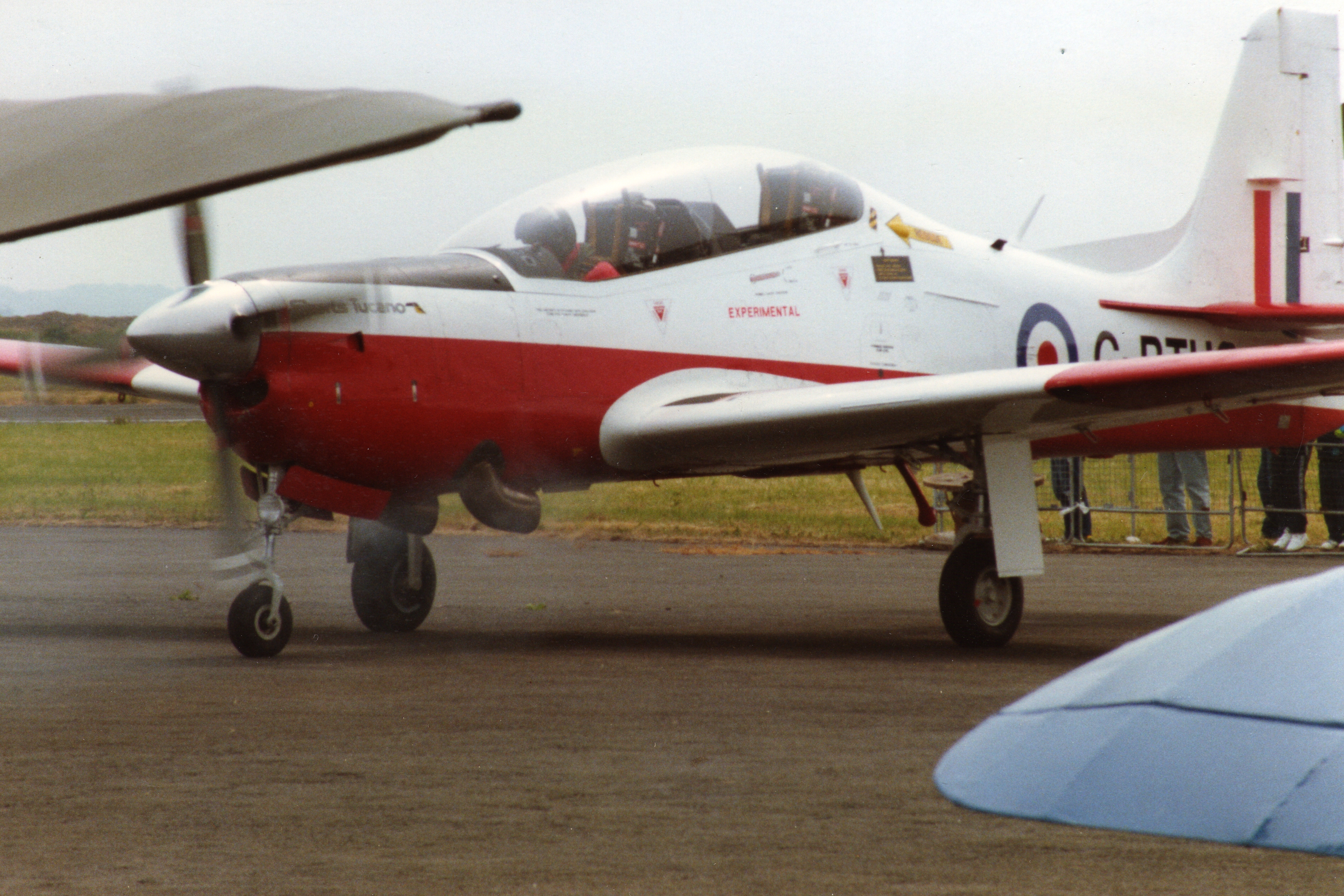
肖特巨嘴鳥原型機

肖特巨嘴鳥的開發始於1984年5月，巴西航空工業公司和北愛爾蘭肖特兄弟達成協議，合作競標英國空軍的一項標案，該標案尋求更換老舊的BAC Jet Provost。英國空軍發布了AST.412，提出它對新型高性能渦輪螺旋槳發動機教練機的性能要求。編制了一份考慮名單，包括肖特大嘴鳥、瑞士PC-9、英國NDN-1 爆竹教練機和澳洲AAC Wamira教練機。

  1985年3月21日，肖特巨嘴鳥提案被宣佈為 AST.412的獲勝者，獲得了價值 1.26 億英鎊的合同。原型機於次年2月14日在巴西進行了首飛。

## 型號與服役
- Tucano T1:基本款，130架交付英國空軍，已退役

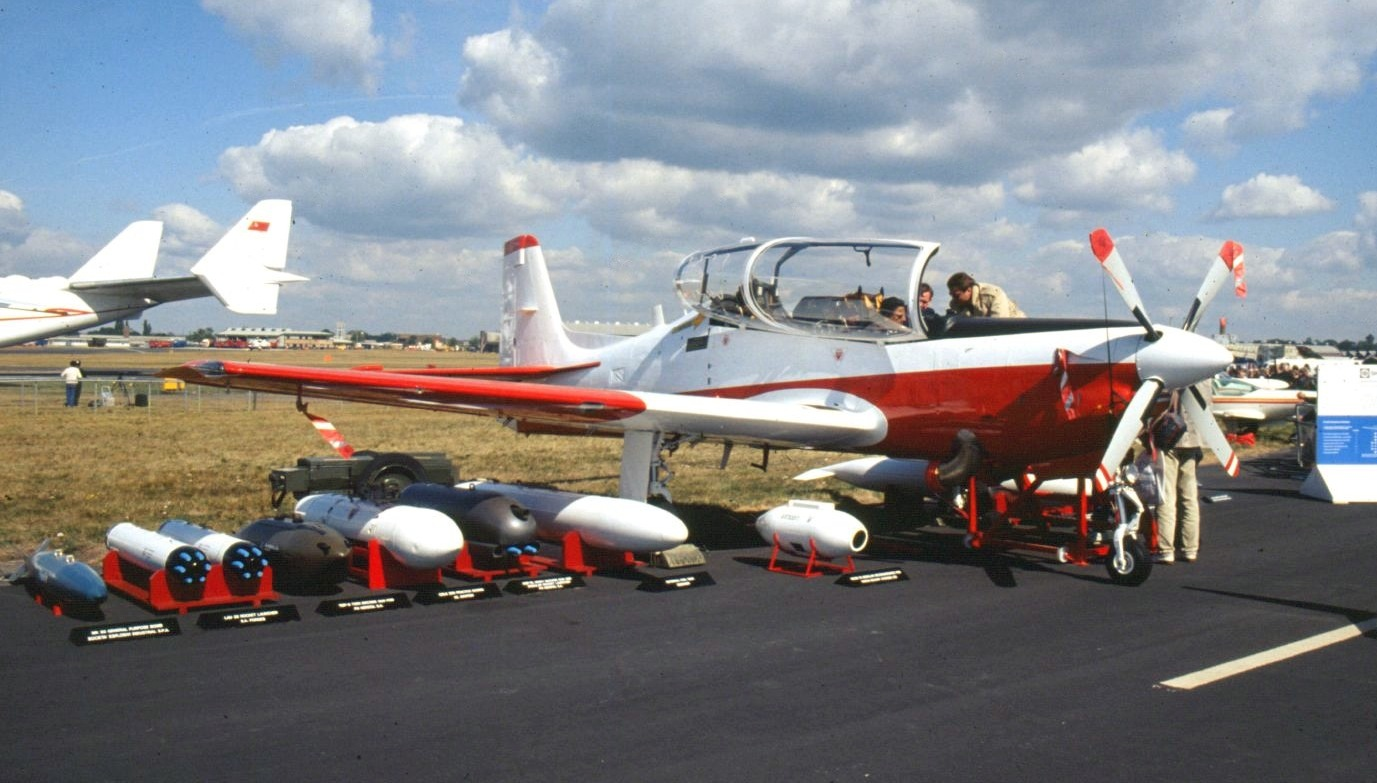
肯亞空軍的MK.51

- Tucano Mk.51:外銷肯亞空軍款，1架墜毀，現12架，服役中

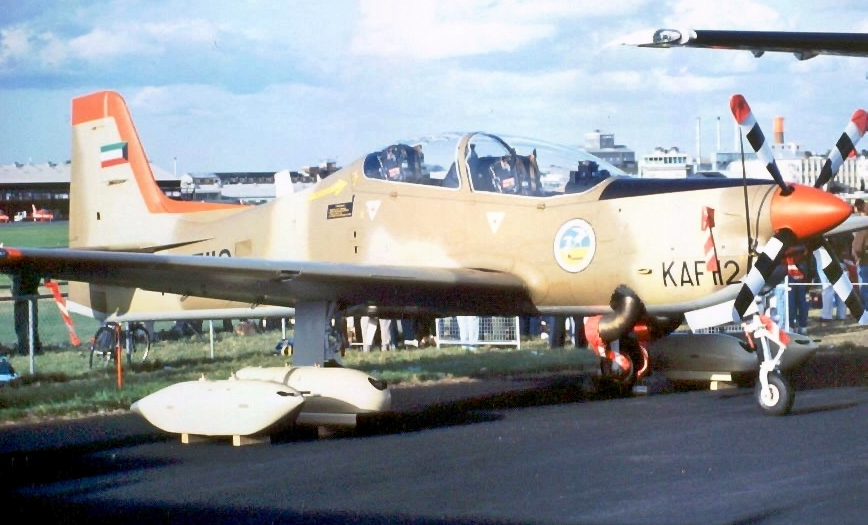
科威特空軍的MK.52

- Tucano Mk.52:外銷科威特空軍款，共16架，已退役

## 意外事故
1990年2月22日，第一架出口Tucano Mk 51 ZH203在高速武器運輸試驗中由於尾翼顫振在拉斯林島附近墜毀，肖特兄弟首席試飛員艾倫·迪肯因被彈射至水中而溺水身亡。
英國空軍在服役中損失了5架飛機，並無任何傷亡，五架分別為：
ZF316(1992/5/12)
ZF270(1996/5/13)
ZF293(2000/8/22)
ZF344(2009/3/12)
ZF349(2013/1/8)

2015年6月22日，詹姆斯·霍納在加州中部聖巴巴拉以北約 60英里(97公里)的洛斯帕德里斯國家森林偏郊墜毀死亡。。

## 相關機型
- NDN-1 爆竹教練機
- T-6德州人II教練機
- 巨嘴鳥教練機
- PC-9
- PZL-130小鷹教練機

## 外部連結
（页面存档备份，存于）